# 1460 en littérature
| Années de la littérature : 1457 - 1458 - 1459 - 1460 - 1461 - 1462 - 1463    |
| Décennies de la littérature : 1430 - 1440 - 1450 - 1460 - 1470 - 1480 - 1490 |

Cet article présente les faits marquants de l'année 1460 en littérature.

## Parutions
- 1460 :  première version imprimée de Der Ackermann aus Böhmen (« Le laboureur de Bohême »), également connu sous le nom de Der Ackermann und der Tod (« Le laboureur et la mort »), ouvrage en prose en haut allemand de Johannes von Tepl, écrit vers 1401[1].
- Vers 1459-1460 : Espill ou Spill o libre de les dones de Jaume Roig, diatribe misogyne en catalan[2].

- 1460-1465 : Joanot Martorell rédige son roman Tirant le Blanc (publié le 20 novembre 1490)[3].

## Naissances
- Vers 1460 : 
  - Arias Barbosa, humaniste et écrivain portugais, premier professeur de grec de l'Université de Salamanque, mort en 1540.
  - Francesco Bello, poète italien, mort vers 1505-1506.
  - Guillaume Dubois, dit Crétin, homme d’Église français, poète et compositeur, mort le 30 novembre 1525.
  - William Dunbar, poète écossais, mort vers 1520.
  - Guillaume Le Doyen, notaire, chroniqueur et poète français, mort vers 1540.
  - Paulus Niavis, humaniste et pédagogue du Saint-Empire romain germanique, mort en 1517.

## Décès
- 14 décembre : Guarino de Vérone, professeur dans de nombreuses écoles, lettré, précepteur, lecteur italien, né en 1374.

- Hans Rosenplüt, dit der Schnepperer, forgeron et poète (Meistersinger), né en 1400.
- Vers 1460 : Fernán Pérez de Guzmán, poète et historien espagnol, né vers 1377.